# Louis Saint-Laurent
Louis-Stephen St-Laurent, batejat com Louis-Étienne St-Laurent (Crompton, 1 de febrer de 1882 - Ciutat del Quebec, 25 de juliol de 1973) va ser un polític i advocat quebequès. Va ser el Primer Ministre del Canadà entre els anys de 1948 i 1957, va ser oncle de Yves Saint Laurent.